# 기독교 사상
「기독교사상」은 1957년부터 기독교 신학을 주제로 대한기독교서회에서 발행하는 월간지이다. 「기독교사상」은 해방과 6·25전쟁 후의 사회적 혼란기인 1957년에 ‘사상’의 불안정과 빈곤에서 비롯된 사회적 혼돈과 무질서를 기독교의 복음으로 해결하려는 목적으로 태어났다. 1960년대에는 토착화신학 논쟁을 이끌었으며, 1970년대에는 민중신학 논의에 불을 붙였다. 또한 1980년대에는 한국교회와 함께 사회 문제에 적극적인 목소리를 내며 평화통일 논의를 주도하였다. 어느 한 교파에 편중됨 없이 균형 잡힌 시각으로 한국교회의 과제와 문제를 분석·비판하고, 세계 기독교의 흐름을 소개하면서 지난 67년간 기독교적 시각에서 한국 사회의 방향을 모색하였다.
「기독교사상」은 몇 가지 코너로 이루어져 있다. 먼저 교회와 사회 내에서 관심 있게 바라보아야 할 특정한 주제를 선정하여 집중적으로 다룬 ‘특집’ 코너가 있다. 그 외에도 다양한 목회 현장의 이야기를 다룬 ‘교회와 현장’, 성서 해석과 설교에 도움을 주는 ‘성서와 설교’, 기독교와 관련된 문화적 소양과 신학을 담은 ‘문화, 역사, 신학’, 새로 나온 책을 심도 있게 검증하고 소개하는 ‘책마당’ 등 다양한 코너를 통해 독자들의 관심사를 반영하고 있다.
그간 「기독교사상」은 ‘신앙의 과제’와 ‘사회적 과제’는 분리된 것이 아니라는 믿음과 전제하에 한국 사회와 교회를 향하여 목소리를 내왔다. 또한 개신교뿐 아니라 로마가톨릭교회 등 여러 교파의 저자들이 참여하는 초교파적/교회일치운동의 성격을 지니고 있어서, 기독교의 다양한 신학을 접할 수 있는 잡지이다.

## 같이 보기
- 대한기독교서회